# Wolken und Licht. Impressionismus in Holland

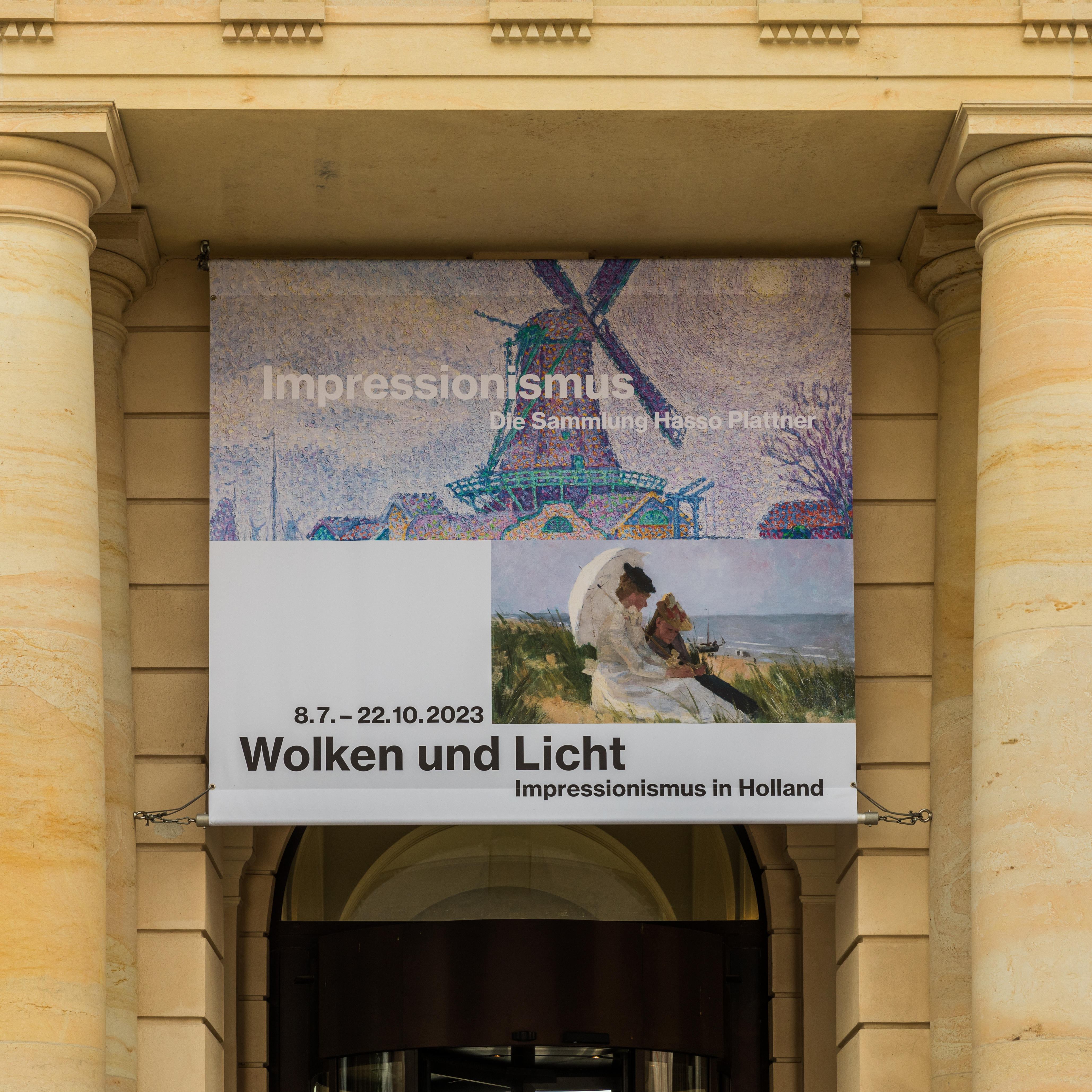
Wolken und Licht

Wolken und Licht. Impressionismus in Holland ist der Titel einer Ausstellung vom 8. Juli bis 22. Oktober 2023 im Museum Barberini in Potsdam in Zusammenarbeit mit dem Kunstmuseum Den Haag, in der die Entwicklung des Impressionismus in den Niederlanden von 1850 bis 1920 dargestellt wurde.

## Die Ausstellung

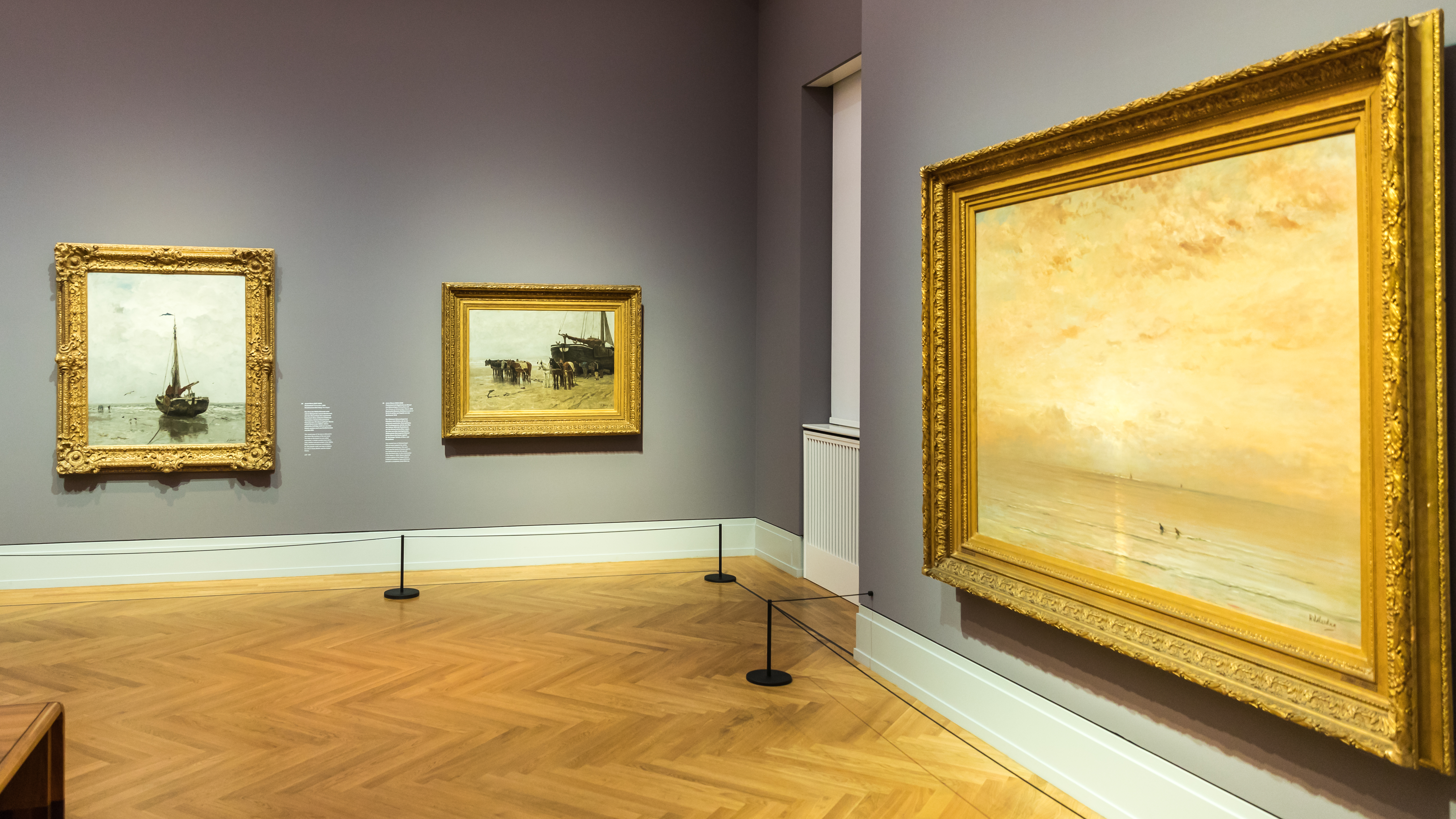
Ausstellungsräume Wolken und Licht

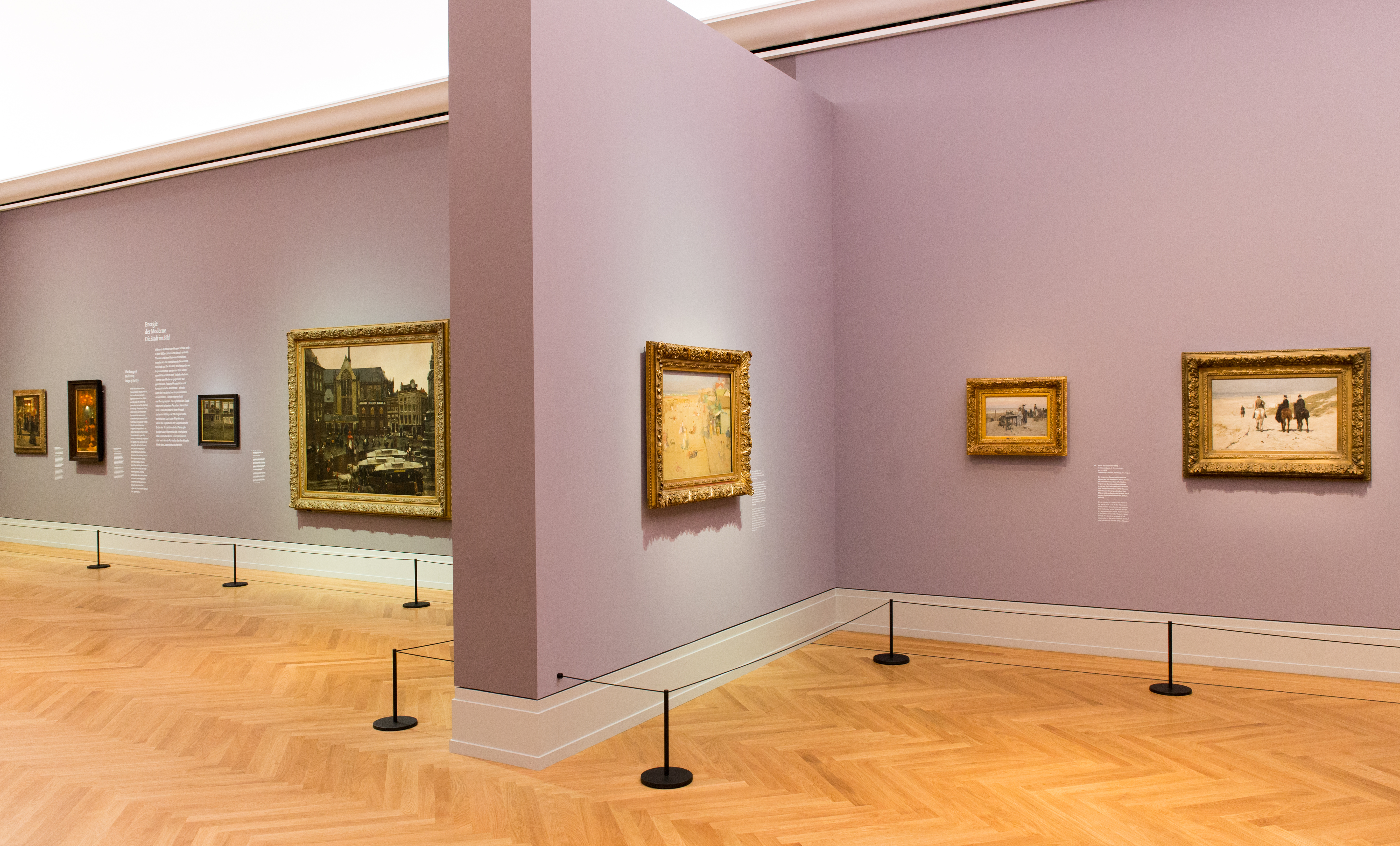
Ausstellungsräume Wolken und Licht

Die Ausstellung umfasste 110 Gemälde niederländischer Maler aus der Zeit von 1850 bis 1920, von Malern der Oosterbeeker Schule und den Anfängen der Haager Schule, die sich, inspiriert von Werken der Schule von Barbizon, um 1850 herausbildete, über den Amsterdamer Impressionismus und die Larener Schule, den Beginn des Post-Impressionismus, den Pointillismus und den Luminismus bis hin zur Moderne. Damit vermittelte die Ausstellung einen umfassenden Überblick über impressionistische Landschaftsmalerei in den Niederlanden in der zweiten Hälfte des 19. Jahrhunderts. Kuratiert wurde die Ausstellung vom Chefkurator des Museums Barberini Michael Philipp. Schirmherr war Ronald van Roeden, Botschafter des Königreichs der Niederlande in Deutschland.
Die Ausstellung begann in der ersten Etage des Museums mit Gemälden der Haager Schule, Landschaftsmalerei aus Den Haag und Umgebung, die an das 17. Jahrhundert anknüpfen und wurde im darüber liegenden Stockwerk fortgesetzt mit Bildern zum Amsterdamer Impressionismus ab circa 1880, mit Darstellungen des Großstadtlebens. In der obersten Etage folgten Bilder im Stil des Pointillismus und Gemälde mit ersten abstrakten Tendenzen. Die Gemälde waren zudem gruppiert nach den Themenfeldern: 1: „Licht und Schatten unter Bäumen. Malen in der Natur“, 2: „Weiter Himmel über flachen Wiesen. Das Besondere der Landschaft“, 3: „Boote vor tiefem Horizont. Motive der Küste“, 4: „Energie der Moderne. Die Stadt im Bild“, 5: „Freizeit am Meer. Strandbilder“, 6: „Umzäunte Landschaft. Gartenbilder“, 7: „Kalkulierte Lichteffekte. Die Phase des Pointillismus“, 8: „Leuchtendes Kolorit. Die Intensivierung der Farbe“, 9: „Freie Farben, freie Formen. Ausdruck und Abstraktion“.
Die Ausstellungsstücke waren überwiegend Leihgaben des Rijksmuseums und des Stedelijk Museums in Amsterdam, des Kunstmuseums Den Haag, des Dordrechts Museums, des Kröller-Müller Museums in Otterlo, des Singer Laren, der Sammlung Mesdag (De Mesdag Collectie) in Den Haag, des Rijksmuseums Twenthe in Enschede, des Groninger Museums, des Frans Hals und Teylers Museums in Haarlem, des Museums De Lakenhal in Leiden, des Museums Boijmans Van Beuningen in Rotterdam, des Museums Rotterdam, des Centraal Museums Utrecht, der National Gallery of Art in Washington, des Museum Voorlinden in Wassenaar, des Museum de Fundatie in Zwolle und Heino/Wijhe, der ING Collection, der John & Marine Fentener van Vlissingen Art Foundation, der Privatsammlung courtesy Hoogsteder Museum Foundation in Den Haag und von Privatsammlern.
In der Ausstellung wurden Werke folgender Künstlerinnen und Künstler gezeigt:
- Johan Joseph Aarts (1871–1934)
- Floris Arntzenius (1864–1925)
- Albertus Gerardus Bilders (Gerard Bilders) (1838–1865)
- Johannes Warnardus Bilders (1811–1890)
- Maria Philippina Bilders-van Bosse (Marie Bilders-van Bosse) (1837–1900)
- Théophile de Bock (1851–1904)
- George Hendrik Breitner (1857–1923)
- Co Breman (1865–1938)
- Henk Bremmer (Hendricus Petrus Bremmer) (1871–1956)
- Gerrit Willem Dijsselhof (1866–1924)
- Mies Elout-Drabbe (1875–1956)
- Paul Gabriël (Paul Joseph Constantin Gabriël) (1828–1903)
- Leo Gestel (1881–1941)
- Vincent van Gogh (1853–1890)
- Ferdinand Hart Nibbrig (1866–1915)
- Jacoba van Heemskerck (1876–1923)
- Franz Helfferich (1871–1941)
- Isaac Israëls (1865–1934)
- Jozef Israëls (1824–1911)
- Johan Barthold Jongkind (1819–1891)
- Jacobus van Looy (1855–1930)
- Frits Maris (1873–1935)
- Jacob Maris (1837–1899)
- Matthijs Maris (1839–1917)
- Willem Maris (1844–1910)
- Anton Mauve (1838–1888)
- Hendrik Willem Mesdag (1831–1915)
- Sientje Mesdag-van Houten (1834–1909)
- Piet Mondrian (1872–1944)
- Evert Pieters (1856–1932)
- Willem Roelofs (1822–1897)
- Jan Sluijters (1881–1957)
- Willem Bastiaan Tholen (1860–1931)
- Johan Thorn Prikker (1868–1932)
- Jan Toorop (1858–1928)
- Jan Vijlbrief (1868–1895)
- Johan Hendrik Weissenbruch (Jan Hendrik Weissenbruch, auch Hendrik Johannes) (1824–1903)
- Willem Witsen (1860–1923)
- Willem de Zwart (1862–1931)

## Ausstellungskatalog und Rahmenveranstaltungen
Der Katalog zur Ausstellung erschien in englischer und deutscher Sprache. Er wurde von der Kunsthistorikerin und Museumsdirektorin Ortrud Westheider sowie den Kuratoren des Museum Barberini Michael Philipp (Historiker) und Daniel Zamani (Kunsthistoriker) herausgegeben.
Der Hängung des Museums folgend sind auch die Bilder im Katalog thematisch gruppiert. Die Begleittexte der einzelnen Kapitel verfassten Quirine van der Meer Mohr (Kapitel 1), Michael Philipp (Kapitel 2), Jacqueline Hartwig (Kapitel 3, 5, 7), Lucien Midavaine (Kapitel 4, 6) und Sterre Barentsen (Kapitel 9).
Neben einem Vorwort von Ortrud Westheider enthält der Katalog eine Reihe von Essays zur Landschaftsmalerei des niederländischen Impressionismus. Sie fassen die Vorträge von Kunsthistorikerinnen und -historikern aus den Niederlanden und Deutschland aus dem im Vorfeld der Ausstellung abgehaltenen 15. öffentlichen Symposium vom 22. Juni 2022 zusammen. Frouke van Dijke verfasste Stimmung und Empfinden. Das Malen des holländischen Lichts, Jeroen Kapelle schrieb Kunst und Freundschaft. Niederländische Künstlervereinigungen und -dörfer des Impressionismus, von Mayken Jongman stammt Ästhetik für morgen. Französische Kunstauffassungen und holländischer Impressionismus, Renske Cohen Tervaert verfasste Eindruck machen. Kunsthandel und Ausstellungen zeitgenössischer niederländischer Kunst 1850–1890, Renske Suijver schrieb Verehrer der Natur. Die holländische Landschaftsmalerei des 19. Jahrhunderts im internationalen Kontext und von Museumskurator Michael Philipp stammt Monumentale Mühlen. Zur Ikonographie eines niederländischen Symbols 1890–1929. Jacqueline Hartwig verfasste die Biographien der ausgestellten Künstlerinnen und Künstler.
Anlässlich der Ausstellung fand das vom Museum Barberini und der Stiftung Preußische Schlösser und Gärten Berlin-Brandenburg initiierte Themenjahr Holland in Potsdam statt, an dem sich etwa zwanzig Potsdamer Kulturinstitutionen beteiligten, darunter das Potsdam Museum, das Jan Bouman Haus, die Stiftung Gedenkstätte Lindenstraße, das Filmmuseum Potsdam, die Mühlenvereinigung Berlin-Brandenburg, der Förderverein Jagdschloss Stern, die Liebermann-Villa am Wannsee und das Haus der Brandenburgisch-Preußischen Geschichte, seit 2024 Brandenburg Museum, das den Aspekt niederländischer Einflüsse auf Brandenburg beleuchtete. Das Themenjahr stellte von April bis Spätherbst 2023 die verschiedenen Bezüge Potsdams zu den Niederlanden dar. Ergänzend gab es einen Stadtrundgang zu 20 verschiedenen Orten der Stadt mit Bezügen zu den Niederlanden als Audiotour per App sowie als Kleiner Kunstführer in der Reihe der Publikationen der Stiftung Preußische Schlösser und Gärten.

## Medienresonanz
Der Tagesspiegel und die Berliner Zeitung urteilten, Chefkurator Michael Philipp sei „ein Coup geglückt, […] wie er die Museen in den Niederlanden überzeugen konnte, manche ihrer Säle zu leeren und ihre Schätze nach Potsdam zu verschiffen“, so dass die Ausstellung über eine „beeindruckende Zahl erstrangiger Leihgaben“ verfüge. Die Märkische Oderzeitung schrieb, die Potsdamer Ausstellung profitiere „von der Begeisterung der niederländischen Kollegen, dass sich endlich ein Museum in Deutschland der holländischen Variante des Impressionismus zuwendet“.
Die Berliner Zeitung lobte das „besondere Ausstellungskonzept, das Chefkurator Michael Philipp für ‚Wolken und Licht‘ ersonnen“ habe. Aufgeteilt auf drei Etagen seien „drei Strömungen der niederländischen impressionistischen Malerei zu besichtigen; rasch aufeinanderfolgend, quasi im Dekaden-Rhythmus, aber substanziell verschieden. Eine Zeitreise in 110 Gemälden“. Während in Deutschland abgesehen von Vincent van Gogh und Piet Mondrian diese holländischen Maler weitgehend unbekannt seien, würden ihnen in den Niederlanden eher große Einzelschauen gewidmet „oder solche Ausstellungen, die sich auf eine der drei besagten Strömungen konzentrieren, statt den ganz großen Überblick zu wagen, wie es nun das Barberini tut“. Der Tagesspiegel befand, in der Ausstellung werde „weit mehr als der Impressionismus ausgebreitet, mehr auch als die titelgebenden ‚Wolken und Licht‘“. Die Maler „markieren einen Höhepunkt in der Wiedergabe der Realität und ihrer Verdichtung zum Nationalstil“, ehe sich die künstlerischen Strömungen „in unterschiedliche und miteinander nicht mehr verbundene Richtungen aufsplitternd“ entwickelten. „Diese Grundbewegung der Moderne zeigt die Potsdamer Ausstellung am Beispiel Hollands, und sie bedeutet nichts weniger als eine großartige und längst überfällige Entdeckung.“ Ähnlich urteilte die Berliner Zeitung, dass „die Barberini-Schau ganz schlüssig, horizonterweiternd den Bogen“ spanne und „Tradition als Ausgangspunkt für Bahnbrechendes in alle Richtungen“ zeige.

## Gemälde in der Ausstellung
| Bild                                                               | Titel gemäß Barberini / niederl. Katalog-Nr. | Künstler                                   | Entstehung   | Technik / Format                       | Sammlung, Ort, Leihgeber |
| ------------------------------------------------------------------ | --- | ------------------------------------------ | ------------ | -------------------------------------- | --- |
| 1. Licht und Schatten unter Bäumen. Malen in der Natur             | |                                            |              |                                        | |
|                                                                    | Der Teich in Osterbeek De plas te Oosterbeek Katalog-Nr. 1 (Weitere Ansichten)                                                                                         | Johannes Warnardus Bilders                 | 1831–1890    | Öl auf Leinwand, 115 × 200 cm          | Groninger Museum |
|                                                                    | Im Wald von Oorsprong In het bos van de Oorsprong Katalog-Nr. 2 (Weitere Ansichten)                                                                                    | Johannes Warnardus Bilders                 | um 1857      | Öl auf Holz, 62 × 45,5 cm              | Sammlung Mesdag (De Mesdag Collectie), Den Haag |
|                                                                    | Eichenallee im Spätsommer Eikenlaan in de nazomer Katalog-Nr. 3 (Weitere Ansichten)                                                                                    | Maria Philippina Bilders-van Bosse         | 1880–1900    | Öl auf Leinwand, 54 × 76 cm            | Rijksmuseum Amsterdam |
|                                                                    | Im Wald In het bos Katalog-Nr. 4 (Weitere Ansichten) | Maria Philippina Bilders-van Bosse         | 1882–1900    | Öl auf Leinwand, 54,5 × 77 cm          | Dordrechts Museum, Nachlass 1927 |
|                                                                    | Waldansicht im Winter Bosgezicht in de winter Katalog-Nr. 5 (Weitere Ansichten)                                                                                        | Sientje Mesdag-van Houten                  | 1854–1909    | Öl auf Leinwand, 60 × 50,5 cm          | Groninger Museum |
|                                                                    | Waldteich bei Sonnenuntergang Bosvijver bij zonsondergang Katalog-Nr. 6 (Weitere Ansichten)                                                                            | Albertus Gerardus Bilders (Gerard Bilders) | um 1862      | Öl auf Holz, 22 × 35 cm                | Rijksmuseum Amsterdam, Nachlass J.B.A.M., Westerwoudt, Haarlem                                                                                                 |
|                                                                    | Ziegenhirtin Geitenhoedster Katalog-Nr. 7 (Weitere Ansichten) | Albertus Gerardus Bilders (Gerard Bilders) | um 1862      | Öl auf Leinwand, 61,5 × 53 cm          | Rijksmuseum Amsterdam, Nachlass J.B.A.M., Westerwoudt, Haarlem                                                                                                 |
|                                                                    | Waldansicht Bosgezicht Katalog-Nr. 8 (Weitere Ansichten) | Théophile de Bock                          | um 1870–1904 | Öl auf Leinwand, 46 × 38 cm            | Rijksmuseum Amsterdam, Nachlass J.B.A.M., Westerwoudt, Haarlem                                                                                                 |
|                                                                    | De Oorsprong (Waldansicht bei Oosterbeck) De oorsprong (Bosgezicht te Oosterbeek) Katalog-Nr. 9 (Weitere Ansichten)                                                    | Matthijs Maris                             | um 1860      | Öl auf Leinwand, 31,5 × 46,4 cm        | Kunstmuseum Den Haag, erworben von E.H. Crone mit Unterstützung der Vereniging Rembrandt                                                                       |
|                                                                    | Waldrand Bosrand Katalog-Nr. 10 (Weitere Ansichten) | Vincent van Gogh                           | 1883         | Öl auf Leinwand, 33,8 × 48,5 cm        | Kröller-Müller Museum, Otterlo |
|                                                                    | Vorabend Tegen de avond Katalog-Nr. 11 (Weitere Ansichten) | Vincent van Gogh                           | 1885         | Öl auf Leinwand, 53,3 × 92,6 cm        | Centraal Museum, Utrecht |
| 2. Weiter Himmel über flachen Wiesen. Das Besondere der Landschaft | |                                            |              |                                        | |
|                                                                    | Die späte Stunde Het late uur Katalog-Nr. 12 (Weitere Ansichten) | Jozef Israëls                              | 1880–1896    | Öl auf Leinwand, 92 × 168 cm           | Singer Laren, Sammlung Rijksdienst voor het Cultureel Erfgoed                                                                                                  |
|                                                                    | Ansicht von Delft Gezicht op Delft Katalog-Nr. 13 (Weitere Ansichten)                                                                                                  | Johan Barthold Jongkind                    | 1844         | Öl auf Leinwand, 23,3 × 31,6 cm        | Kunstmuseum Den Haag |
|                                                                    | Ansicht von Haarlem Gezicht op Haarlem Katalog-Nr. 14 (Weitere Ansichten)                                                                                              | Johan Hendrik Weissenbruch                 | um 1845–1848 | Öl auf Holz, 23,2 × 34,1 cm            | Kunstmuseum Den Haag, erworben von E.H. Crone mit Unterstützung der Vereniging Rembrandt                                                                       |
|                                                                    | Sommer Zomer Katalog-Nr. 15 (Weitere Ansichten) | Willem Maris                               | 1897         | Öl auf Leinwand, 136,5 × 164,5 cm      | Dordrechts Museum, Leihgabe Sammlung Van Biderbeek, 1951 |
|                                                                    | Landschaft mit Kühen im Wasser Landschap met koeien aan de waterkant Katalog-Nr. 16 (Weitere Ansichten)                                                                | Willem Roelofs                             | ohne Jahr    | Öl auf Leinwand, 87 × 143 cm           | Dordrechts Museum, durch Tausch mit der Firma L.J. Krüger, Den Haag, 1918                                                                                      |
|                                                                    | Blick auf drei Mühlen Gezicht op drie molens Katalog-Nr. 17 (Weitere Ansichten)                                                                                        | Johan Hendrik Weissenbruch                 | 1890         | Öl auf Leinwand, 97 × 71,5 cm          | Stedelijk Museum, Amsterdam, Schenkung der Openbare Verzameling van Hedendaagsche Kunst (VVHK)                                                                 |
|                                                                    | Steinerne Mühle Stenen molen Katalog-Nr. 18 (Weitere Ansichten) | Jacob Maris                                | um 1890      | Öl auf Leinwand, 126 × 93 cm           | Kunstmuseum Den Haag, erworben von E.H. Crone mit Unterstützung der Vereniging Rembrandt                                                                       |
|                                                                    | Polderlandschaft mit Mühlen Polderlandschap met molens Katalog-Nr. 19 (Weitere Ansichten)                                                                              | Johan Hendrik Weissenbruch                 | 1890         | Öl auf Leinwand, 60,3 × 93,5 cm        | Singer Laren, erworben von den Freunden des Singer Laren, 1974                                                                                                 |
|                                                                    | Salatgärten bei Den Haag Slatuintjes bij Den Haag Katalog-Nr. 20 (Weitere Ansichten)                                                                                   | Jacob Maris                                | um 1878      | Öl auf Leinwand, 64 × 55 cm            | Kunstmuseum Den Haag |
|                                                                    | Le Point du jour. Vue prise dans les environs D'Amsterdam (Morgendämmerung. Ansicht der Umgebung von Amsterdam) Katalog-Nr. 21 (Weitere Ansichten)                     | Paul Gabriël (Maler)                       | 1878         | Öl auf Leinwand, 65 × 101 cm           | Museum Voorlinden, Wassenaar |
|                                                                    | Landschaft bei Den Haag Landschap in de omgeving van Den Haag Katalog-Nr. 22 (Weitere Ansichten)                                                                       | Willem Roelofs                             | 1870–1875    | Öl auf Leinwand, 48 × 75 cm            | Rijksmuseum Amsterdam |
|                                                                    | Der Regenbogen De regenboog Katalog-Nr. 23 (Weitere Ansichten) | Willem Roelofs                             | 1875         | Öl auf Leinwand, 57,7 × 110,8 cm       | Kunstmuseum Den Haag, Schenkung der Freunde des Kunstmuseums Den Haag                                                                                          |
| 3. Boote vor tiefem Horizont. Motive der Küste                     | |                                            |              |                                        | |
|                                                                    | Gracht in Rotterdam Stadsgezicht Rotterdam: Canal à Rotterdam Katalog-Nr. 24 (Weitere Ansichten)                                                                       | Johan Barthold Jongkind                    | 1873         | Öl auf Leinwand, 115,5 × 84,5 cm       | Museum Rotterdam |
|                                                                    | Der Hafen von Dordrecht Le port de Dordrecht Katalog-Nr. 25 (Weitere Ansichten)                                                                                        | Johan Barthold Jongkind                    | 1869         | Öl auf Leinwand, 41 × 65,2 cm          | Dordrechts Museum, Schenkung Bedrijfsvrienden Dordrechts Museum 2017                                                                                           |
|                                                                    | Fischerboote mit Zugpferden am Strand in Scheveningen Bomschuit met sleeppaarden op het strand van Scheveningen Katalog-Nr. 26 (Weitere Ansichten)                     | Anton Mauve                                | 1876         | Öl auf Leinwand, 78,5 × 113 cm         | Dordrechts Museum, Nachlass W.B.M. de Roo van Capelle-van den Santheuvel 1949                                                                                  |
|                                                                    | Muschelfischer Schelpenvissen Katalog-Nr. 27 (Weitere Ansichten) | Jacob Maris                                | 1885         | Öl auf Leinwand, 113,5 × 129,3 cm      | Rijksmuseum Amsterdam, Schenkung Herr und Frau Drucker-Fraser, Montreux                                                                                        |
|                                                                    | Fischerboot Bomschuit Katalog-Nr. 28 (Weitere Ansichten) | Jacob Maris                                | 1878         | Öl auf Leinwand, 124 × 105 cm          | Kunstmuseum Den Haag |
|                                                                    | Anlanden einer Fischerflotte Binnenkomst van een visservloot Katalog-Nr. 29 (Weitere Ansichten)                                                                        | Hendrik Willem Mesdag                      | ohne Jahr    | Öl auf Holz, 51 × 64 cm                | Dordrechts Museum, Leihgabe Rijksdienst voor het Cultureel Erfgoed 2014                                                                                        |
|                                                                    | In der Brandung In de branding Katalog-Nr. 30 (Weitere Ansichten) | Hendrik Willem Mesdag                      | 1879         | Öl auf Leinwand, 179,4 × 138,9 cm      | Dordrechts Museum, Ankauf vom Künstler 1902 |
|                                                                    | Sonnenuntergang mit Krabbenfischern Zonsondergang met garnalenvissers Katalog-Nr. 31 (Weitere Ansichten)                                                               | Hendrik Willem Mesdag                      | ohne Jahr    | Öl auf Leinwand, 140 × 180,7 cm        | Dordrechts Museum, durch Tausch mit dem Künstler 1902 |
| 4. Energie der Moderne. Die Stadt im Bild                          | |                                            |              |                                        | |
|                                                                    | Die Singelbrücke bei der Paleisstraat in Amsterdam De Singelbrug bij de Paleisstraat in Amsterdam Katalog-Nr. 32 (Weitere Ansichten)                                   | George Hendrik Breitner                    | 1898         | Öl auf Leinwand, 100 × 152 cm          | Rijksmuseum Amsterdam, Nachlass Herr und Frau Drucker-Fraser, Montreux                                                                                         |
|                                                                    | Zwei Frauen auf der Lijnbaansgracht in Amsterdam Twee meiden op de Lijnbaansgracht in Amsterdam Katalog-Nr. 33 (Weitere Ansichten)                                     | Isaac Israëls                              | 1894         | Öl auf Leinwand, 101 × 78 cm           | Groninger Museum, Leihgabe Stichting J.B. Scholtenfonds |
|                                                                    | Frauen im Schnee Meisjes in de sneeuw Katalog-Nr. 34 (Weitere Ansichten)                                                                                               | George Hendrik Breitner                    | 1894         | Öl auf Leinwand, 101 × 113 cm          | Stedelijk Museum, Amsterdam |
|                                                                    | Blick auf Keizersgracht, Ecke Reguliersgracht Gezicht op Keizersgracht hoek Reguliersgracht Katalog-Nr. 35 (Weitere Ansichten)                                         | George Hendrik Breitner                    | 1895         | Öl auf Leinwand, 79 × 115 cm           | Privatsammlung |
|                                                                    | Der Dam De dam Katalog-Nr. 36 (Weitere Ansichten) | George Hendrik Breitner                    | 1898         | Öl auf Leinwand, 147 × 181 cm          | Stedelijk Museum, Amsterdam, Schenkung der Openbare Verzameling van Hedendaagsche Kunst (VVHK)                                                                 |
|                                                                    | Karussel Karussell (Draaimolen) Katalog-Nr. 37 (Weitere Ansichten) | Willem de Zwart                            | ohne Jahr    | Öl auf Leinwand, 78 × 80 cm            | Privatsammlung, Hoogsteder Museum Foundation, Den Haag |
|                                                                    | Schlittschuhlaufen (Teich im Haagse Bos) Schaatsenrijden (vijver in het Haagse Bos) Katalog-Nr. 38 (Weitere Ansichten)                                                 | Willem Bastiaan Tholen                     | 1891         | Öl auf Leinwand, 99,5 × 132,5 cm       | Kunstmuseum Den Haag, Schenkung der Freunde des Kunstmuseums Den Haag                                                                                          |
|                                                                    | Voorstraatshaven, Dordrecht Katalog-Nr. 39 (Weitere Ansichten) | Willem Witsen                              | 1900         | Öl auf Leinwand, 44,5 × 54,3 cm        | Dordrechts Museum, Nachlass 1976 |
|                                                                    | Wagenbrug in Den Haag Wagenbrug in ’s-Gravenhage Katalog-Nr. 40 (Weitere Ansichten)                                                                                    | Willem de Zwart                            | 1890         | Öl auf Leinwand, 48 × 101 cm           | Stedelijk Museum, Amsterdam, Schenkung der Openbare Verzameling van Hedendaagsche Kunst (VVHK)                                                                 |
|                                                                    | Straßenszene in Den Haag Straatje in Den Haag Katalog-Nr. 41 (Weitere Ansichten)                                                                                       | Franz Helfferich (Frans Helfferich)        | ohne Jahr    | Öl auf Leinwand, 44,5 × 35 cm          | Privatsammlung, Hoogsteder Museum Foundation, Den Haag |
|                                                                    | Damen beim Einkaufen Winkelende dames Katalog-Nr. 42 (Weitere Ansichten)                                                                                               | Franz Helfferich (Frans Helfferich)        | ohne Jahr    | Öl auf Leinwand, 47 × 28,5 cm          | Privatsammlung, Hoogsteder Museum Foundation, Den Haag |
|                                                                    | Hutgeschäft Mars auf dem Nieuwendijk in Amsterdam Hoedenwinkel van Mars op de Nieuwendijk te Amsterdam Katalog-Nr. 43 (Weitere Ansichten)                              | Isaac Israëls                              | 1893         | Öl auf Leinwand, 64,5 × 59,5 cm        | Groninger Museum, Leihgabe Stichting J.B. Scholtenfonds |
|                                                                    | Café Café (Mille Collones) Katalog-Nr. 44 (Weitere Ansichten) | Jacobus van Looy                           | 1890–1895    | Öl auf Leinwand, 75,3 × 41,8 cm        | Frans Hals Museum, Haarlem |
|                                                                    | Oranjefest Oranjefeest Katalog-Nr. 45 (Weitere Ansichten) | Jacobus van Looy                           | 1890–1892    | Öl auf Leinwand, 112 × 160 cm          | Rijksmuseum Amsterdam, Nachlass A. van Wezel, Amsterdam |
|                                                                    | Mädchen in rotem Kimono (Geesje Kwak) Meisje en rode kimono (Geesje Kwak) Katalog-Nr. 46 (Weitere Ansichten)                                                           | George Hendrik Breitner                    | um 1893      | Öl auf Leinwand, 82 × 53,5 cm          | Kunstmuseum Den Haag, Schenkung der Freunde des Kunstmuseums Den Haag                                                                                          |
| 5. Freizeit am Meer. Strandbilder                                  | |                                            |              |                                        | |
|                                                                    | Morgenausritt am Strand Morgenrit langs het strand Katalog-Nr. 47 (Weitere Ansichten)                                                                                  | Anton Mauve                                | 1876         | Öl auf Leinwand, 43,7 × 68,6 cm        | Rijksmuseum Amsterdam, Schenkung Herr und Frau Drucker-Fraser, Montreux                                                                                        |
|                                                                    | In den Dünen von Zandvoort Op de duinen in Zandvoort Katalog-Nr. 48 (Weitere Ansichten)                                                                                | Ferdinand Hart Nibbrig                     | 1891/92      | Öl auf Leinwand, 42 × 58 cm            | Singer Laren, Schenkung P.J. Hart Nibbrig 1981 |
|                                                                    | In Scheveningen Te Scheveningen Katalog-Nr. 49 (Weitere Ansichten) | Anton Mauve                                | um 1876      | Öl auf Leinwand, 28 × 42,5 cm          | Sammlung Mesdag (De Mesdag Collectie), Den Haag |
|                                                                    | Porträt von Jacqueline Sandberg Portret van Jacqueline Sandberg Katalog-Nr. 50 (Weitere Ansichten)                                                                     | Isaac Israëls                              | um 1900      | Öl auf Leinwand, 93 × 53 cm            | Teylers Museum, Haarlem |
|                                                                    | Der Strand von Scheveningen Het Scheveningse strand Katalog-Nr. 51 (Weitere Ansichten)                                                                                 | Floris Arntzenius                          | 1900         | Öl auf Leinwand, 42 × 62 cm            | Dordrechts Museum, Leihgabe Sammlung De Rietgors, Papendrecht, 2017                                                                                            |
|                                                                    | Am Strand Aan het Strand Katalog-Nr. 52 (Weitere Ansichten) | Willem de Zwart                            | 1905         | Öl auf Leinwand, 17 × 36,5 cm          | Stedelijk Museum, Amsterdam, erworben mit Unterstützung der Openbare Verzameling van Hedendaagsche Kunst (VVHK)                                                |
|                                                                    | Am Strand Aan het Strand Katalog-Nr. 53 (Weitere Ansichten) | Willem de Zwart                            | 1886         | Öl auf Holz, 27,5 × 23,5 cm            | Dordrechts Museum, erworben mit Unterstützung der Vereniging Rembrandt (Nachlass J.J. Rinkes und M.E. Rinkes Hellwig) und des Prins Bernhard Cultuurfonds 2011 |
|                                                                    | Eselreiten am Strand Ezeltje rijden langs het strand Katalog-Nr. 54 (Weitere Ansichten)                                                                                | Isaac Israëls                              | um 1890–1901 | Öl auf Leinwand, 51 × 70 cm            | Rijksmuseum Amsterdam, Nachlass Herr und Frau Drucker-Fraser, Montreux                                                                                         |
|                                                                    | Mädchen auf einem Esel Meisje op ezel Katalog-Nr. 55 (Weitere Ansichten)                                                                                               | Isaac Israëls                              | um 1898      | Öl auf Leinwand, 36 × 50,3 cm          | Kröller-Müller Museum, Otterlo |
|                                                                    | Am Strand Aan het strand Katalog-Nr. 56 (Weitere Ansichten) | Isaac Israëls                              | 1898–1902    | Öl auf Karton, 32,5 × 55 cm            | Centraal Museum, Utrecht, Leihgabe Museumstichting |
|                                                                    | Strandszene in Scheveningen Strandtafereel Scheveningen Katalog-Nr. 57 (Weitere Ansichten)                                                                             | Isaac Israëls                              | 1900         | Öl auf Leinwand, 60 × 80 cm            | ING Collection |
| 6. Umzäunte Landschaft. Gartenbilder                               | |                                            |              |                                        | |
|                                                                    | Gemüsegarten und Gewächshaus von Ewijkshoeve Moestuin en kas van de Ewijkshoeve Katalog-Nr. 58 (Weitere Ansichten)                                                     | Willem Bastiaan Tholen                     | ohne Jahr    | Öl auf Holz, 32 × 40,2 cm              | Dordrechts Museum, Leihgabe Privatsammlung, Dordrecht 2013 |
|                                                                    | Im Gemüsegarten (Die Gemüsegärtnerin) De moestuin (De warmoezenierster) Katalog-Nr. 59                                                                                 | Anton Mauve                                | 1887         | Öl auf Leinwand, 55,5 × 75 cm          | Museum Boijmans Van Beuningen, Rotterdam, Nachlass J.P. van der Schilden 1925                                                                                  |
|                                                                    | Der Gemüsegarten De moestuin Katalog-Nr. 60 | Anton Mauve                                | um 1885–1888 | Öl auf Leinwand, 61 × 87 cm            | Rijksmuseum Amsterdam, Schenkung Herr und Frau Drucker-Fraser, Montreux                                                                                        |
|                                                                    | Gemüsegarten Moestuin Katalog-Nr. 61 | Willem Witsen                              | 1885–1922    | Öl auf Holz, 27 × 35 cm                | Rijksmuseum Amsterdam, Nachlass A. van Wezel, Amsterdam |
|                                                                    | Zwei Bäuerinnen bei der Kartoffelernte Aardappelrooiende boerinnen Katalog-Nr. 62 (Weitere Ansichten)                                                                  | Vincent van Gogh                           | August 1885  | Öl auf Leinwand, 31,5 × 42,5 cm        | Kröller-Müller Museum, Otterlo |
|                                                                    | Juli (Sommerfülle) Juli (Zomerweelde) Katalog-Nr. 63 | Jacobus van Looy                           | 1900         | Öl auf Leinwand, 120 × 170,5 cm        | Stedelijk Museum Amsterdam, Schenkung der Freunde des Künstlers, Dauerleihgabe im Rijksmuseum Amsterdam                                                        |
|                                                                    | Sommertag Zomerdag Katalog-Nr. 64 | Evert Pieters                              | 1911–1914    | Öl auf Leinwand, 81 × 94 cm            | Singer Laren |
|                                                                    | Frau Pieters mit Herrn und Frau Singer im Garten der Villa De Wilde Zwanen Mevrouw Pieters met de heer en mevrouw Singer in de tuin van de Wilde Zwanen Katalog-Nr. 65 | Evert Pieters                              | um 1911–1915 | Öl auf Leinwand, 100,5 × 100,5 cm      | Singer Laren |
|                                                                    | Trio fleuri Katalog-Nr. 66 (Weitere Ansichten) | Jan Toorop                                 | 1885         | Öl auf Leinwand, 110 × 95 cm           | Kunstmuseum Den Haag |
| 7. Kalkulierte Lichteffekte. Die Phase des Pointillismus           | |                                            |              |                                        | |
|                                                                    | Blumenbeete in Holland Katalog-Nr. 67 (Weitere Ansichten) | Vincent van Gogh                           | um 1883      | Öl auf Leinwand auf Holz, 48,9 × 66 cm | National Gallery of Art, Washington, Sammlung Herr und Frau Paul Mellon                                                                                        |
|                                                                    | Tulpenfelder Tulpenvelden Katalog-Nr. 68 | Gerrit Willem Dijsselhof                   | 1890–1922    | Öl auf Holz, 20 × 35 cm                | Rijksmuseum Amsterdam, Nachlass A. van Wezel, Amsterdam |
|                                                                    | Blumenfelder Bollenvelden Katalog-Nr. 69 | Ferdinand Hart Nibbrig                     | 1881         | Öl auf Leinwand, 40 × 61 cm            | Stedelijk Museum Amsterdam, Nachlass Frau Westendorp-Osieck |
|                                                                    | Die zwei Weiden (Novembersonne) Les deux saules (Novemberzon) Katalog-Nr. 70 (Weitere Ansichten)                                                                       | Jan Toorop                                 | 1889         | Öl auf Leinwand, 63,5 × 76 cm          | Kunstmuseum Den Haag |
|                                                                    | Landschaft mit Mühle Katalog-Nr. 71 | Henk Bremmer (Hendricus Petrus Bremmer)    | 1894         | Öl auf Leinwand, 55 × 65 cm            | Museum De Lakenhal, Leiden |
|                                                                    | Dünenansicht Duingezicht Katalog-Nr. 72 (Weitere Ansichten) | Johan Joseph Aarts                         | 1895         | Öl auf Leinwand, 34,5 × 45 cm          | Kröller-Müller Museum, Otterlo |
|                                                                    | Dünenlandschaft Duinlandschap Katalog-Nr. 73 | Johan Joseph Aarts                         | 1871–1934    | Öl auf Leinwand, 45 × 70 cm            | Kröller-Müller Museum, Otterlo |
|                                                                    | Landschaft mit Heuschober Landschap met hooimijt Katalog-Nr. 74 | Jan Vijlbrief                              | um 1894      | Öl auf Leinwand, 29,2 × 45,2 cm        | Kröller-Müller Museum, Otterlo |
|                                                                    | Bauernhof. De Bataaf Boerderij ‚De Bataaf‘ Katalog-Nr. 75 | Johan Joseph Aarts                         | 1895         | Öl auf Leinwand, 32 × 46 cm            | Kunstmuseum Den Haag |
|                                                                    | Bäume an der Ijssel Bomen langs de IJssel Katalog-Nr. 76 | Henk Bremmer (Hendricus Petrus Bremmer)    | 1901         | Öl auf Leinwand, 23,5 × 31,5 cm        | John & Marine Fentener van Vlissingen Art Foundation |
|                                                                    | Herbst Herfst Katalog-Nr. 77 | Jan Thorn Prikker (Johan Thorn Prikker)    | um 1900      | Öl auf Leinwand, 29,5 × 40,6 cm        | Frans Hals Museum, Haarlem |
|                                                                    | Ansicht von Den Haag Stadsgezicht op Den Haag Katalog-Nr. 78 (Weitere Ansichten)                                                                                       | Frits Maris                                | 1905         | Öl auf Leinwand, 80 × 131 cm           | Museum Voorlinden, Wassenaar |
|                                                                    | Der Garten an der Weststraat De tuin aan de Weststraat Katalog-Nr. 79                                                                                                  | Mies Elout-Drabbe                          | ohne Jahr    | Öl auf Leinwand, 59 × 49 cm            | Privatsammlung |
|                                                                    | Der graue Tag De grijze dag Katalog-Nr. 80 | Mies Elout-Drabbe                          | ohne Jahr    | Öl auf Karton, 67,5 × 47,5 cm          | Privatsammlung |
|                                                                    | Frühling auf dem Land Lente op het land Katalog-Nr. 81 | Mies Elout-Drabbe                          | ohne Jahr    | Öl auf Leinwand, 50 × 60,5 cm          | Kunstmuseum Den Haag |
|                                                                    | Obstgarten Boomgardje Katalog-Nr. 82 (Weitere Ansichten) | Ferdinand Hart Nibbrig                     | um 1903      | Öl auf Leinwand, 50,5 × 60,5 cm        | Singer Laren, Nachlass P.J. Hart Nibbrig 1985 |
|                                                                    | Landschaft auf der Insel Walcheren Landschap op Walcheren Katalog-Nr. 83                                                                                               | Ferdinand Hart Nibbrig                     | um 1910      | Öl auf Leinwand, 88 × 145 cm           | Kröller-Müller Museum, Otterlo |
|                                                                    | Blick auf Zoutelande auf der Insel Walcheren Gezicht op het dorp Zoutelande op Walcheren Katalog-Nr. 84                                                                | Ferdinand Hart Nibbrig                     | um 1910      | Öl auf Leinwand, 80 × 159,5 cm         | Rijksmuseum Amsterdam, Schenkung B. Hart Nibbrig, Hilversum |
|                                                                    | Nebel über dem Meer Katalog-Nr. 85 (Weitere Ansichten) | Jan Toorop                                 | 1899         | Öl auf Leinwand, 39,5 × 43,5 cm        | Rijksmuseum Amsterdam, Leihgabe der Triton Collection Foundation                                                                                               |
|                                                                    | Düne und Meer Duin en Zee Katalog-Nr. 86 (Weitere Ansichten) | Jan Toorop                                 | 1899         | Öl auf Leinwand, 30,5 × 33 cm          | Groninger Museum, Leihgabe Stichting J.B. Scholtenfonds |
|                                                                    | Pointillistische Studie. Dünen und Meer Pointilistische studie met duinen en zee Katalog-Nr. 87                                                                        | Piet Mondrian                              | 1909         | Öl auf Leinwand, 33 × 43 cm            | Kunstmuseum Den Haag, Dauerleihgabe Privatsammlung |
|                                                                    | Morgenstunde. Blaricum Morgenstond, Blaricum Katalog-Nr. 88 (Weitere Ansichten)                                                                                        | Co Breman                                  | 1903         | Öl auf Leinwand, 26 × 54& cm           | Singer Laren |
|                                                                    | Nachmittag. Blaricum Namiddag, Blaricum Katalog-Nr. 89 (Weitere Ansichten)                                                                                             | Co Breman                                  | 1903         | Öl auf Leinwand, 26 × 54 cm            | Singer Laren |
|                                                                    | Frühlingssonne. Nijmegen Nijmegen Katalog-Nr. 90 (Weitere Ansichten)                                                                                                   | Leo Gestel                                 | 1908         | Öl auf Leinwand, 40 × 31 cm            | Museum Voorlinden, Wassenaar |
|                                                                    | Tal mit Bäumen Vallei met geboomte Katalog-Nr. 91 (Weitere Ansichten)                                                                                                  | Leo Gestel                                 | um 1910      | Öl auf Leinwand, 64,5 × 121 cm         | Rijksmuseum Twenthe, Enschede |
| 8. Leuchtendes Kolorit. Die Intensivierung der Farbe               | |                                            |              |                                        | |
|                                                                    | Mühle bei Domburg Molen bij Domburg Katalog-Nr. 92 | Piet Mondrian                              | 1908         | Öl auf Karton, 76,5 × 63,5 cm          | Kunstmuseum Den Haag |
|                                                                    | Leuchtturm bei Westkapelle Vuurtoren bij Westkapelle Katalog-Nr. 93 | Piet Mondrian                              | 1909         | Öl auf Karton, 39 × 29,5 cm            | Kunstmuseum Den Haag, Nachlass Salomon B. Slijper |
|                                                                    | Kleines Haus in der Sonne Huisje bij zon Katalog-Nr. 94 | Piet Mondrian                              | 1909         | Öl auf Leinwand, 52,5 × 68 cm          | Kunstmuseum Den Haag |
|                                                                    | Reihe von elf Pappeln in Rot, Gelb, Blau und Grün Rij van elf populieren in rood, geel, blauw en groen Katalog-Nr. 95                                                  | Piet Mondrian                              | 1908         | Öl auf Leinwand, 69 × 112 cm           | Museum de Fundatie, Zwolle und Heino/Wijhe |
|                                                                    | Kiefernwald Vliegdennenbos Katalog-Nr. 96 | Jacoba van Heemskerck                      | um 1908      | Öl auf Leinwand, 93,6 × 71,3 cm        | Kunstmuseum Den Haag |
|                                                                    | Zwei Bäume Twee bomen Katalog-Nr. 97 (Weitere Ansichten) | Jacoba van Heemskerck                      | 1910         | Öl auf Leinwand, 70,5 × 88,2 cm        | Kunstmuseum Den Haag |
|                                                                    | Nachmittagssonne Namiddagzon Katalog-Nr. 98 (Weitere Ansichten) | Leo Gestel                                 | 1908         | Öl auf Leinwand, 41 × 50 cm            | Kröller-Müller Museum, Otterlo |
|                                                                    | Landschaft mit Bauernhof Landschap met boerderij Katalog-Nr. 99 | Jan Sluijters                              | 1909         | Öl auf Leinwand, 40,1 × 50,4 cm        | Singer Laren, Schenkung der Collectie Nardinc |
|                                                                    | Loren Kipkarretjes Katalog-Nr. 100 | Jan Sluijters                              | 1907         | Öl auf Leinwand, 40 × 60,5 cm          | Museum Boijmans Van Beuningen, Rotterdam |
| 9. Freie Farben, freie Formen. Ausdruck und Abstraktion            | |                                            |              |                                        | |
|                                                                    | Mondnacht II. Laren Maannacht II, Laren Katalog-Nr. 101 | Jan Sluijters                              | 1911         | Öl auf Leinwand, 50,5 × 71,5 cm        | Kunstmuseum Den Haag |
|                                                                    | Landschaft bei Laren mit Radfahrern Landschap bij Laren met fietsers Katalog-Nr. 102                                                                                   | Jan Sluijters                              | um 1911      | Öl auf Leinwand, 51,4 × 71 cm          | Singer Laren, Schenkung der Collectie Nardinc |
|                                                                    | Herbst Herfst Katalog-Nr. 103 (Weitere Ansichten) | Leo Gestel                                 | 1911         | Öl auf Leinwand, 113,5 × 87,2 cm       | Kunstmuseum Den Haag |
|                                                                    | Bauernhof im Beemster Boerderij in de Beemster Katalog-Nr. 104 (Weitere Ansichten)                                                                                     | Leo Gestel                                 | 1915         | Öl auf Leinwand, 102,5 × 90,8 cm       | Groninger Museum, Leihgabe Rijksdienst voor het Cultureel Erfgoed                                                                                              |
|                                                                    | Obstgarten Boomgard Katalog-Nr. 105 | Leo Gestel                                 | 1913         | Öl auf Leinwand, 73,5 × 89,5 cm        | Museum Boijmans Van Beuningen, Rotterdam, Leihgabe Privatsammlung                                                                                              |
|                                                                    | Wald I Bos I Katalog-Nr. 106 | Jacoba van Heemskerck                      | 1913         | Öl auf Leinwand, 81 × 102 cm           | Kunstmuseum Den Haag |
|                                                                    | Bild Nr. 86 Bild no. 86 Katalog-Nr. 107 | Jacoba van Heemskerck                      | 1918         | Öl auf Leinwand, 60 × 70 cm            | Singer Laren, erworben aus einer Privatsammlung mit Unterstützung der VriendenLoterij                                                                          |
|                                                                    | Bild Nr. 107 Bild no. 107 Katalog-Nr. 108 | Jacoba van Heemskerck                      | 1920         | Öl auf Leinwand, 95 × 75,5 cm          | Kunstmuseum Den Haag |
|                                                                    | Windmühle am Abend Molen bij avond Katalog-Nr. 109 (Weitere Ansichten)                                                                                                 | Piet Mondrian                              | 1917         | Öl auf Leinwand, 103 × 86 cm           | Kunstmuseum Den Haag, Nachlass Salomon B. Slijper |
|                                                                    | Rasterkomposition 8. Schachbrettkomposition mit dunklen Farben Rastercompositie 8: dambordcompositie donkere kleuren Katalog-Nr. 110 (Weitere Ansichten)               | Piet Mondrian                              | 1919         | Öl auf Leinwand, 84 × 102 cm           | Kunstmuseum Den Haag, Nachlass Salomon B. Slijper |